# 福島県立郡山高等学校
福島県立郡山高等学校（ふくしまけんりつ こおりやまこうとうがっこう）は、福島県郡山市大槻町にある県立高等学校。通称「郡高」（ぐんこう）。

## 設置課程
- 全日制課程
  - 普通科（5クラス）
  - 英語科（1クラス）

## 沿革
- 1977年4月1日 - 福島県立郡山高等学校として福島県立郡山西工業高等学校跡地に開校（男子校）。普通科を設置。校舎など施設は旧郡山西工業高校時代のものを若干改修しただけであった。また、旧郡山西工業高校在籍生の教育課程が福島県立郡山北工業高等学校大槻校舎として併設されていた。ちなみに初代校長は郡山西工業高校最後の校長が郡山高と郡山北工業高の校長として兼任していた。
- 1978年
  - 福島県立郡山北工業高等学校大槻校舎が市内八山田の北工業高新統合校舎へ移転、単独設置校となる。
  - 校歌を制定。
- 1988年4月1日 - 英語科を設置。
- 1996年4月1日 - 英語科のみ男女共学開始。
- 1998年4月1日 - 男女共学開始。
- 2025年4月1日 - 学科改編が行われ、2025年度から、英語科が廃止され、普通科、探求科が設置される予定。

## 基礎データ

### アクセス
- 福島交通バス「郡山高校」停留所下車

### 象徴
校歌
作曲：團伊玖磨、作詞：草野心平、編曲：時松敏康
制服
男女共にコシノヒロコブランドにて特徴的なブレザーで、男子はグレー、女子はピンクの色である。正装と並装がある。

## 部活動
- 1992年に野球部が第74回全国高等学校野球選手権大会出場。
- 1993年、1994年、2000年にサッカー部が全国高等学校サッカー選手権大会、1997年、2002年、インターハイ出場。
- 1993年にハンドボール部が第16回全国高等学校ハンドボール選抜大会出場。
- 1997年、陸上部がインターハイ陸上競技出場。100m競争優勝（男子個人）、100m×4リレー4位入賞（男子）
- 1999年にテニス部がインターハイ出場（団体）。
- 2006年に弓道部がインターハイ8位入賞（女子団体）。
- 2010年、2012年に合唱部が全日本合唱コンクール全国大会銀賞、2013年 - 2016年、2018年-2023年全国大会金賞（2018、2019、2021年には部門における最高賞である文部科学大臣賞を併せて受賞）。2015年、2018年と2021年にNHK全国学校音楽コンクール全国コンクール金賞。
- 2015年にチアダンス部が全国高等学校ミスダンスドリル全国大会JAZZ部門5位入賞。

## 著名な出身者
- 伊藤栄治 - 野球指導者。東海大学体育学部准教授。
- 田島貴男 - ミュージシャン
- 木暮晋也 - ミュージシャン
- 佐藤晃一 - トレーナー
- 本田康祐(OWV) - アーティスト

## その他
- 東京2020オリンピック開会式で、本校合唱部の生徒8人と豊島岡女子学園高等学校の生徒12人による合唱団がオリンピック賛歌の合唱を行った[1]。